# Иппотерапия

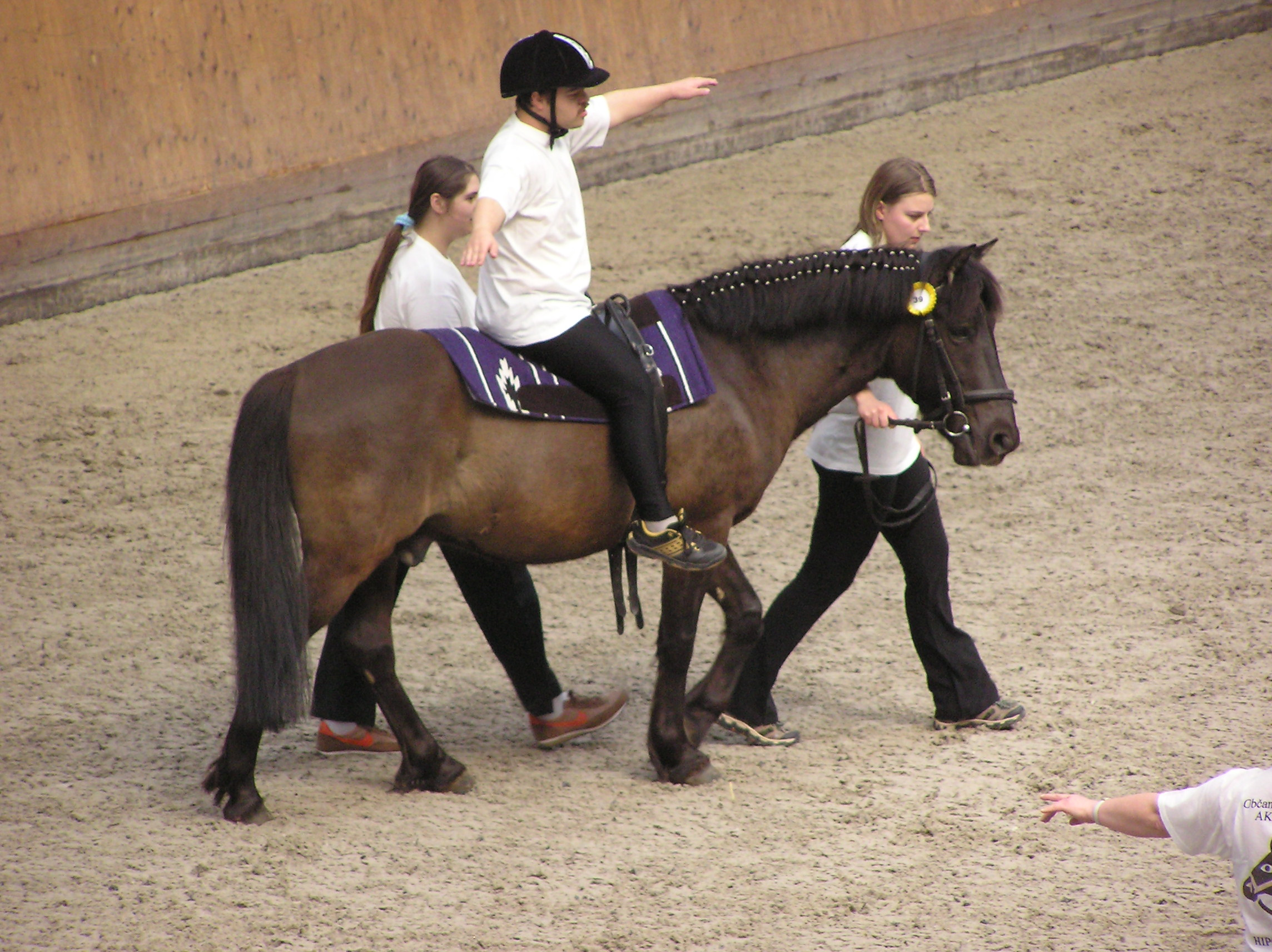
Иппотерапия

Иппотерапи́я (от др.-греч. ἵππος «лошадь») — метод реабилитации посредством адаптивной верховой езды.

## Принципы воздействия
Уникальность иппотерапии заключается в гармоничном сочетании телесно-ориентированных и когнитивных приёмов воздействия на психику пациента. Лечебная верховая езда в целом оказывает биомеханическое воздействие на организм человека, укрепляя его. Например, она передаёт всаднику двигательные импульсы, аналогичные движениям человека при ходьбе. Движения мышц спины лошади, состоящие из множества элементов, оказывают массирующее и мягкое разогревающее (температура лошади на 1,5 градуса выше, чем у человека) воздействие на мышцы ног всадника и органы малого таза, что усиливает кровоток в конечностях. На шагу лошади — основном аллюре, применяющемся в иппотерапии, — лошадь совершает около 110 разнонаправленных колебательных движений, которые в свою очередь передаются всаднику. Для того чтобы сохранить правильную посадку во время верховой езды всадник должен удерживать равновесие, координировать и синхронизировать свои движения. Таким образом, у пациента с ДЦП в работу включаются мышцы, находящиеся в бездействии в обычной жизни. Кроме того, верховая езда стимулирует развитие мелкой моторики, усидчивость и улучшает гармоничное восприятие окружающего мира у пациентов, в том числе с нарушением психики различной тяжести.
Важно, что в процессе реабилитации происходит последовательный перенос приобретённых физических, коммуникативных и прочих навыков из ситуации верховой езды в повседневную жизнь.

## Показания к применению
Иппотерапия применяется для реабилитации пациентов с неврологическими и другими нарушениями, такими как аутизм, церебральный паралич, артрит, рассеянный склероз, черепно-мозговая травма, инсульт, травмы спинного мозга, поведенческие и психические расстройства. Эффективность иппотерапии по многим показаниям до конца не ясна, поэтому рекомендуются дальнейшие исследования.
В отношении эффективности иппотерапии в лечении аутизма доказательств пока недостаточно. Метод используется также в случаях поражения слуха и зрения.

## Результаты исследований в области иппотерапии
Результатом исследования влияния программ иппотерапии на статическое равновесие и силу у подростков с ограниченными интеллектуальными возможностями явилось как значительное улучшение силовых параметров, так и значительное улучшение в более сложных упражнениях на удержание равновесия (например, стояние на одной ноге). На основе полученных результатов был сделан следующий вывод: иппотерапия может использоваться в качестве эффективного инструмента, воздействующего на улучшение равновесия и силы у людей с ограниченными интеллектуальными возможностями.
Результаты другого исследования показывают, что иппотерапия может также улучшать равновесие и походку у людей, страдающих рассеянным склерозом, проходящих амбулаторное лечение.
Одно из пока ещё немногочисленных исследований изучило, как реабилитация методом лечебной верховой езды влияет на общую тяжесть симптомов аутизма у детей, страдающих расстройствами аутического спектра. Для проведения исследования использовалась шкала определения детского аутизма (CARS)en:Childhood Autism Rating Scale и шкала взаимодействия родителей и детей Тимберлауна.
В первичной фазе проведения верховой терапии шкала CARS не показала никаких изменений. Однако после проведения 3-х и 6-и месячных занятий было отмечено снижение симптоматики аутизма. Шкала Тимберлауна показала значительные улучшения в настроении и тоне после 3-х и 6-и месяцев верховой езды, а также незначительные улучшения в снижении негативных проявлений после 6-и месячной программы реабилитации. Измерение параметров качества жизни родителей также показало улучшения.

## История иппотерапии в мире
Концепция иппотерапии находит своё раннее письменное упоминание со времен Древней Греции в трудах Гиппократа. В середине XVIII века энциклопедист Дени Дидро в трактате «О верховой езде и её значении для того, чтобы сохранить здоровье и снова его обрести» писал: «Среди физических упражнений первое место принадлежит верховой езде. С её помощью можно лечить много болезней, но возможно также и их предупреждать, как только они проявляются». Но только в конце XIX столетия началось научное изучение влияния верховой езды на организм человека и её целенаправленное использование в лечебных целях.
Тем не менее, иппотерапия как формализованная дисциплина не была разработана до 1960 года, когда она начала использоваться в Германии, Австрии и Швейцарии в качестве дополнения к традиционной физической терапии. В Германии иппотерапия начиналась как лечение с применением физиотерапевта, специально обученной лошади и коновода. Теория физиотерапии была применена на практике: физиотерапевт давал инструкции коноводу. Движения лошади были тщательно модулированы таким образом, чтобы они оказывали лечебное воздействие на нервно-мышечные импульсы в организме пациента[обтекаемое выражение].
Первая стандартизированная программа в сфере иппотерапии сформулирована в конце 1980-х годов группой канадских и американских терапевтов, которые ездили в Германию, чтобы перенести знания о новом методе в Северную Америку. Метод был формализован в США в 1992 году вместе с созданием Американской Иппотерапевтической Ассоциации (AHA).
В России история иппотерапии как метода реабилитации берёт своё начало с 1991 года, когда начал свою работу первый центр — ДЭЦ «Живая Нить». Центр провёл основную работу по становлению этого метода как в России, так и в странах Ближнего Зарубежья.